# Erich Mendelsohn

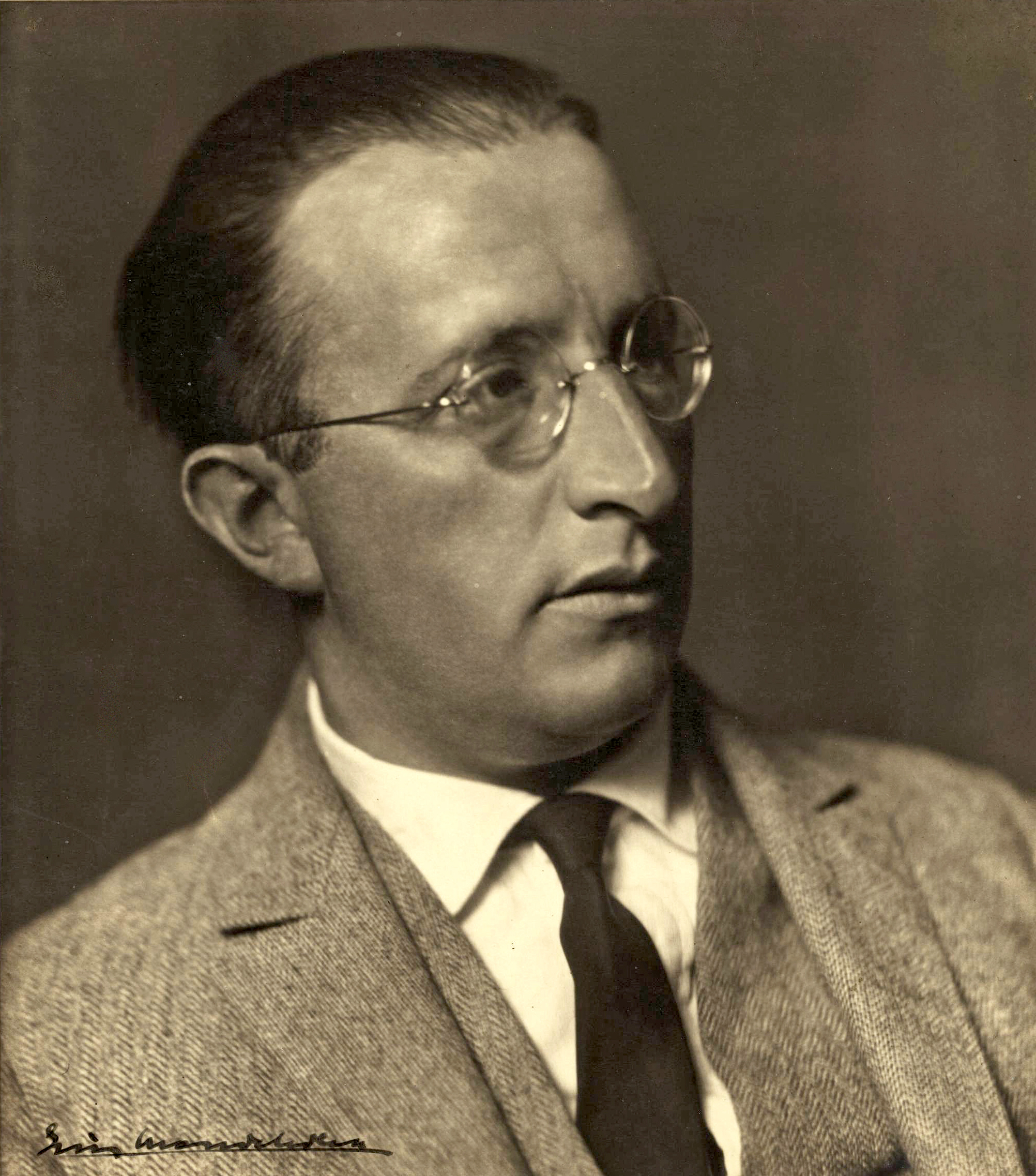
Erich Mendelsohn (um 1925)

Erich Mendelsohn (* 21. März 1887 in Allenstein, Ostpreußen; † 15. September 1953 in San Francisco, Kalifornien) war ein bedeutender Architekt des 20. Jahrhunderts. Am bekanntesten sind seine Werke der 1920er Jahre, die sich der expressionistischen und organischen Architektur zuordnen lassen. Mit vielen seiner Skizzen und realisierten Bauvorhaben gilt er auch als einer der Pioniere der Stromlinien-Moderne. Zu Klassikern dieser Strömung der Moderne zählen der Einsteinturm in Potsdam und das Mossehaus in Berlin.

## Leben

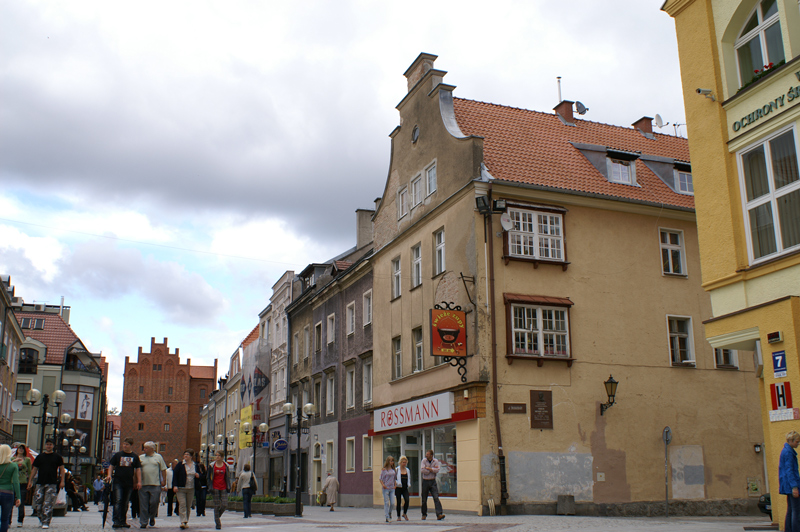
Erich Mendelsohns Geburtshaus in Allenstein (2014)

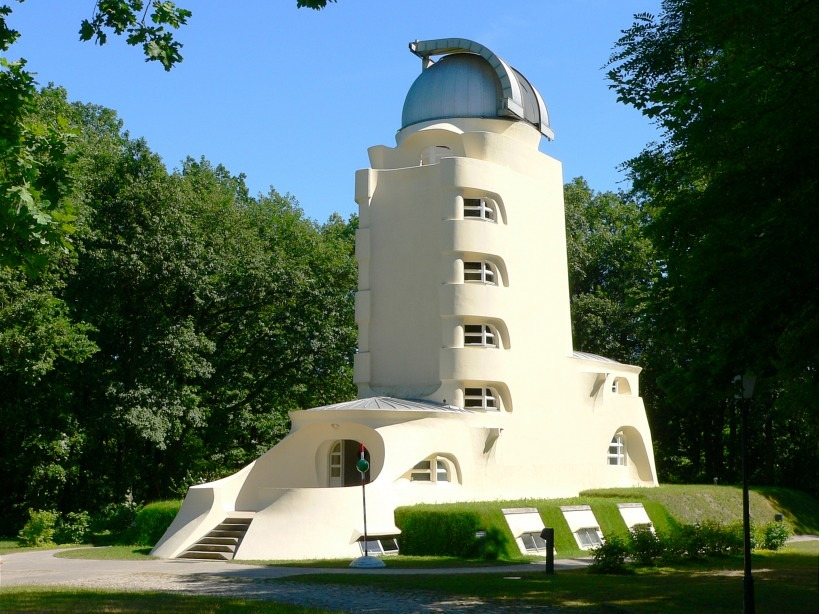
Einsteinturm in Potsdam (1920–1922, Foto 2005)

Erich Mendelsohn wurde 1887 als fünftes von sechs Kindern einer Hutmacherin (Emma Esther, geborene Jaruslawsky) und des Kaufmanns David Mendelsohn geboren. Es bestehen keine Verbindungen zur berühmten Familie Mendelssohn. Er besuchte das humanistische Gymnasium in Allenstein und erhielt danach eine kaufmännische Ausbildung in Berlin.
1906 nahm er ein Studium der Volkswirtschaft an der Ludwig-Maximilians-Universität München auf. Bereits zu dieser Zeit wurde er Mitglied in der Zionistischen Vereinigung für Deutschland. 1908 begann er mit dem Studium der Architektur an der Technischen Hochschule (Berlin-)Charlottenburg, wechselte aber zwei Jahre später an die Technische Hochschule München, wo er 1912 seinen Abschluss mit dem Prädikat „cum laude“ machte. In München wurde er durch Theodor Fischer beeinflusst, der seit 1907 dort unterrichtete, aber auch durch Kontakte zu Mitgliedern des Blauen Reiters und der Brücke. Noch während des Studiums entwarf Mendelsohn sein erstes Werk – das Taharahaus auf dem jüdischen Friedhof in Allenstein.
Von 1912 bis 1914 arbeitete er als freier Architekt in München. Am 5. Oktober 1915 heiratete er seine Verlobte Luise Maas, eine Cellistin. Durch sie lernte er den Cello spielenden Astrophysiker Erwin Freundlich kennen. Er war der Bruder von Herbert Freundlich, der als stellvertretender Direktor des Kaiser-Wilhelm-Instituts für Physikalische Chemie und Elektrochemie in Berlin-Dahlem ebenfalls eine führende Stellung in der Wissenschaft einnahm. Freundlich drängte auf eine experimentelle Bestätigung der Einsteinschen Relativitätstheorie durch den Bau eines dafür geeigneten Sternenobservatoriums. Die Bekanntschaft mit Freundlich führte daher zu der Beauftragung Mendelsohns, den Einsteinturm zu entwerfen und zu realisieren. Diese Beziehung und auch die familiäre Freundschaft mit den Luckenwalder Hutfabrikanten Salomon und Gustav Herrmann verhalfen Mendelsohn zu frühen Erfolgen. Aus der Zeit bis 1918 sind von Mendelsohn vor allem eine Vielzahl von Skizzen von Fabrik- und anderen großen Gebäuden bekannt, oftmals kleinformatig oder aus Briefen von der Front an seine Frau.

### Ära des Aufbruchs – die 1920er Jahre

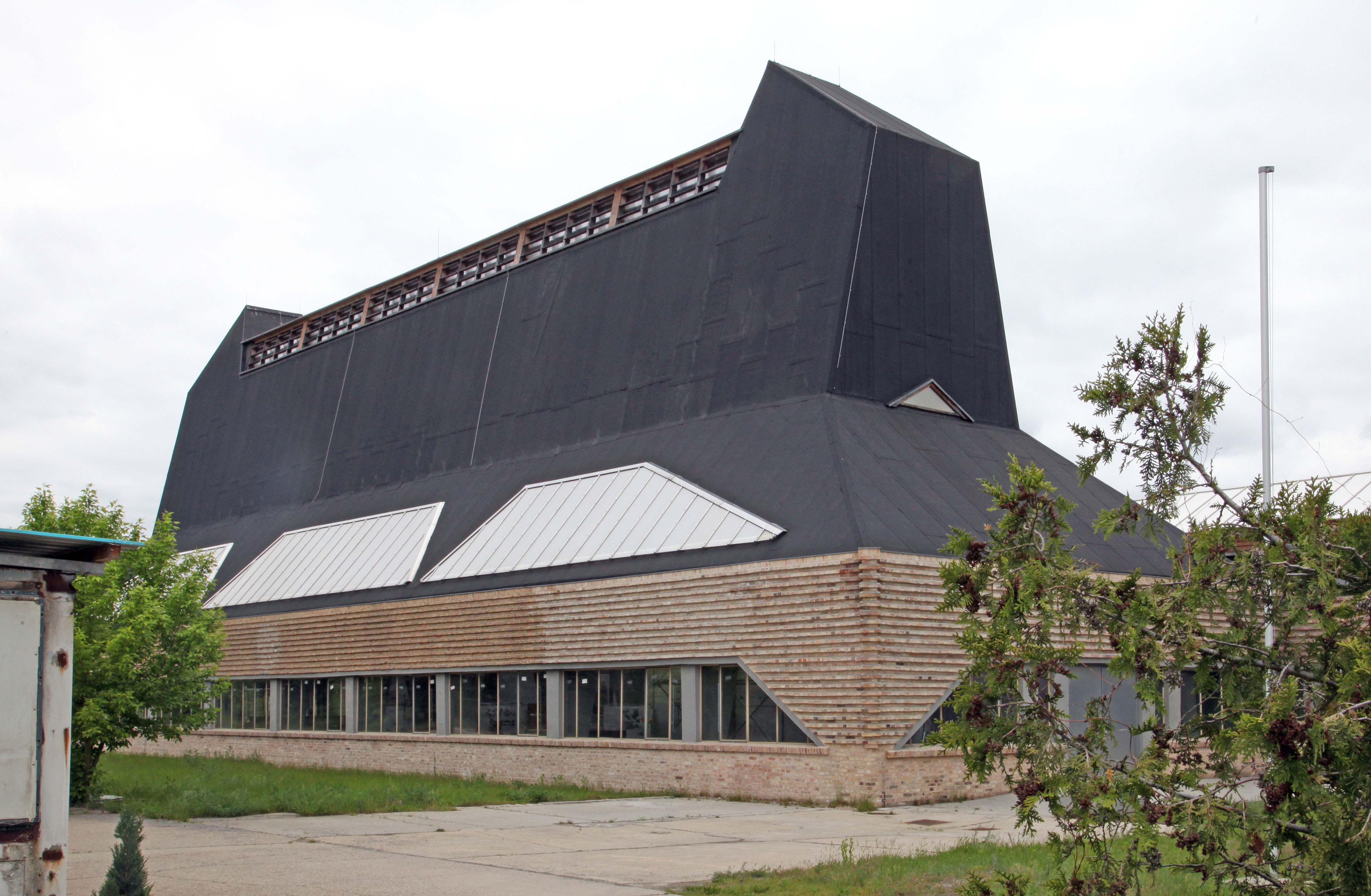
Hutfabrik in Luckenwalde (1921–1923, Foto 2013)

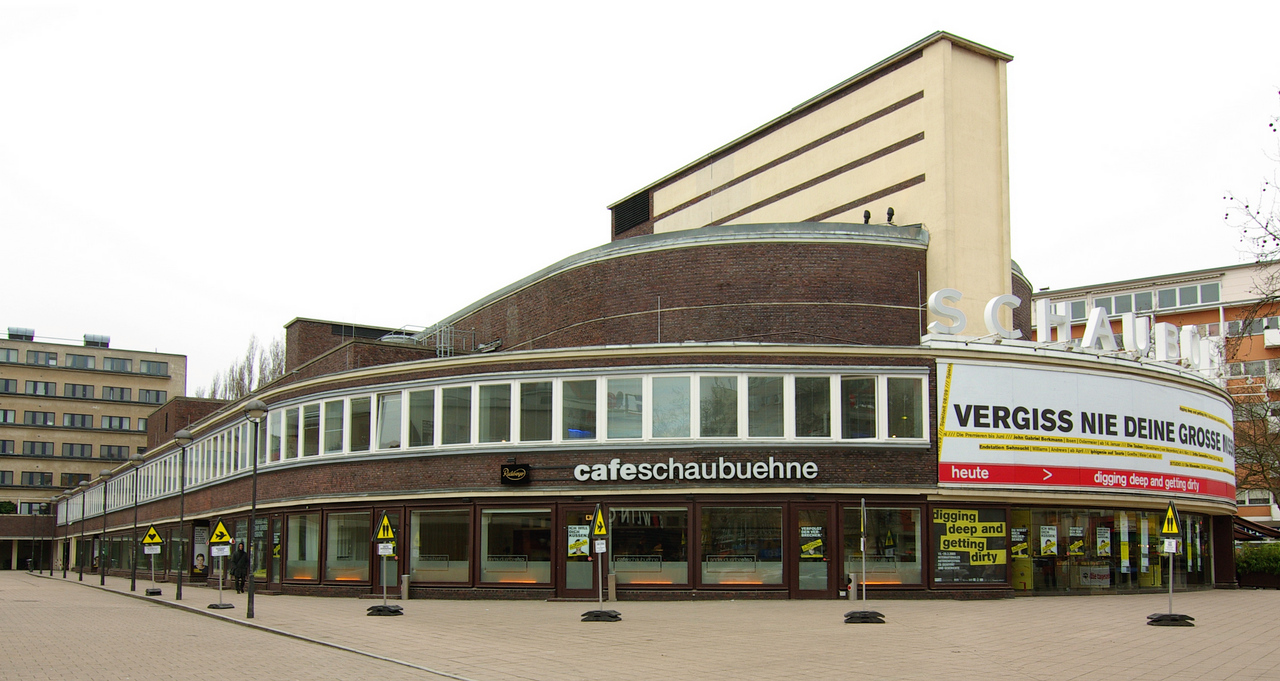
Schaubühne am Lehniner Platz in Berlin (Foto 2009)

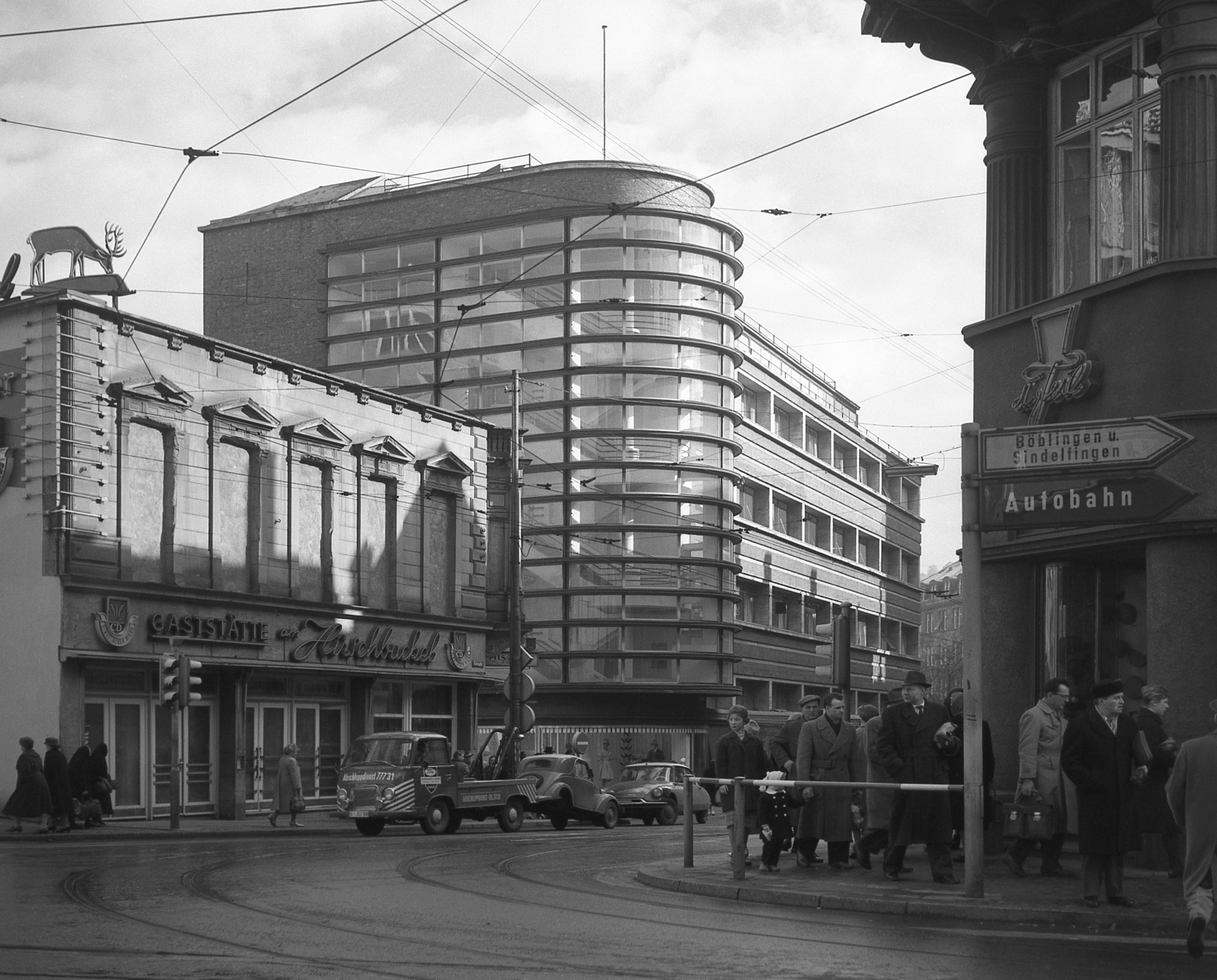
Kaufhaus Schocken in Stuttgart (Turm-Treppenhaus von 1928), 1960 abgebrochen

Nach seiner Rückkehr aus dem Ersten Weltkrieg Ende 1918 gründete er sein eigenes Büro in Berlin. Dort lernte er Gustav Herrmann (1879–1932) kennen und freundete sich mit ihm an. Durch Herrmann erhielt Mendelsohn Bauaufträge, die ihm zu Bekanntheit verhalfen, so durch den Bau der Hutfabrik Friedrich Steinberg, Herrmann & Co. in Luckenwalde. Auch durch die Realisierung des Einsteinturms machte sich Mendelsohn einen Namen. Im Jahr 1923 reisten Erich und Luise nach Tel Aviv, um ein Wasserkraftwerk in Palästina zu planen. 1924 erschien über sein Werk ein Heft der Wasmuths Monatshefte für Baukunst. Auf einer Amerikareise traf er unter anderem den Designer Norman Bel Geddes sowie Frank Lloyd Wright, sein großes Vorbild. Ein Ergebnis dieser Reise war der Fotoband Amerika. Bilderbuch eines Architekten. Mit 100 meist eigenen Aufnahmen des Verfassers, das 1926 im Verlag Rudolf Mosse erschien und das zahlreiche Auflagen erreichte. Im selben Jahr gründete er als einer von 16 Architekten, darunter Hugo Häring und Ludwig Mies van der Rohe als treibende Kräfte, die Gruppe Der Ring, eine Vereinigung progressiver Architekten.
Sein Büro wuchs, in den besten Jahren beschäftigte er bis zu vierzig Mitarbeiter, darunter auch Jan Despotopoulos, Richard Neutra, Hans Schwippert und Ernst Sagebiel sowie Julius Posener als Praktikanten. Mendelsohn konnte seinen beruflichen Erfolg auch finanziell umsetzen. Mit nicht einmal vierzig Jahren leistete er sich 1926 den Kauf einer älteren Villa. 1928 wurde der Bauantrag für sein Haus Am Rupenhorn auf einem fast 3600 m² großen Grundstück eingereicht, das die Familie zwei Jahre später bezog. Eine aufwendige Publikation zeigte das großzügig angelegte Eigenheim, das unter anderem auch Kunstwerke von Amédée Ozenfant beherbergte. Es blieb nicht aus, dass der zu seiner Zeit umstrittene Mendelsohn damit auch Kollegenneid auf sich zog. Gemeinsam mit Ozenfant plante Mendelsohn den (schließlich gescheiterten) Aufbau der Académie Européenne Méditerranée im südfranzösischen Cavalaire-sur-Mer.
In seiner Berliner Zeit konnte sich Mendelsohn vor Aufträgen nicht retten. Beim Wohn- und Geschäftskomplex (WOGA), Kurfürstendamm 153–156, nahm er auch die Möglichkeit zur stadtplanerischen Konzeption wahr. Auf 40.000 m² führte er in formal dynamischer Weise alle Funktionen einer Stadt im Kleinen zusammen. Nach der Bombardierung im Zweiten Weltkrieg und der umstrittenen Rekonstruktion durch Jürgen Sawade ist das Bauensemble heute auch die Spielstätte für die weithin bekannte Schaubühne am Lehniner Platz.

### Emigration 1933
Als Jude sah er sich im Frühjahr 1933 nach der nationalsozialistischen „Machtergreifung“ zur Emigration nach England gezwungen. Sein nicht unbeträchtliches Vermögen wurde später von den Nationalsozialisten beschlagnahmt, am 30. September 1933 sah er sich aus dem Deutschen Werkbund ausgeschlossen und am 11. Dezember aus der Preußischen Akademie der Künste. In England begann er eine Büropartnerschaft mit Serge Chermayeff, die bis Ende 1936 währte. Dabei entstand u. a. der De La Warr Pavilion in Bexhill-on-Sea. Ab 1934 plante er für das Ehepaar Weizmann und begann eine Reihe von Projekten in Palästina. Seit langem schon kannte Mendelsohn Chaim Weizmann, den späteren ersten Staatspräsidenten Israels. 1935 eröffnete er ein Büro in Jerusalem. In dieser Zeit entstanden Ikonen des internationalen Stils in Palästina, vor allem in der sich Richtung Westen entwickelnden Stadtlandschaft Jerusalems: Die Villa Schocken (für den Kaufhausbesitzer und Verleger Salman Schocken, für den er bereits in Deutschland eine Reihe von Kaufhäusern projektiert hatte), die Schocken-Bibliothek, sein Atelier in einer umgebauten Windmühle, alle drei in Rechavia. Weiterhin entwarf er das Hadassah-Krankenhaus auf dem Berge Skopus im Osten der damals ungeteilten Stadt und andere Gebäude. Nachdem er sein Londoner Büro bereits aufgelöst hatte, nahm er 1938 die britische Staatsbürgerschaft an und änderte seinen Vornamen in Eric.
Von 1941 bis 1953 lebte Mendelsohn in den USA. Bis zum Ende des Zweiten Weltkriegs musste er sich dort auf Vorträge und Publikationen beschränken, da er nicht über die US-amerikanische Staatsbürgerschaft verfügte. Dennoch war er in dieser Zeit beratend für die US-Regierung tätig. Unter seiner Anleitung entstand 1943 auf dem Testgelände Dugway Proving Ground in Utah das sogenannte Deutsche Dorf, ein realistischer Nachbau Berliner Mietskasernen. Hier wurden verschiedene Spreng- und Brandbomben in ihrer Wirkung auf die besondere Bauform getestet. 1945 ließ er sich in San Francisco nieder. Danach realisierte er noch einige Projekte, im Wesentlichen für verschiedene jüdische Gemeinden. 1953 starb Mendelsohn an Krebs.

## Würdigungen
Zum Andenken an Erich Mendelsohn wurden ihm zu Ehren Gedenktafeln in seiner Geburtsstadt Allenstein und einigen seiner Wirkungsstätten gewidmet.

Gedenktafeln für Erich Mendelsohn
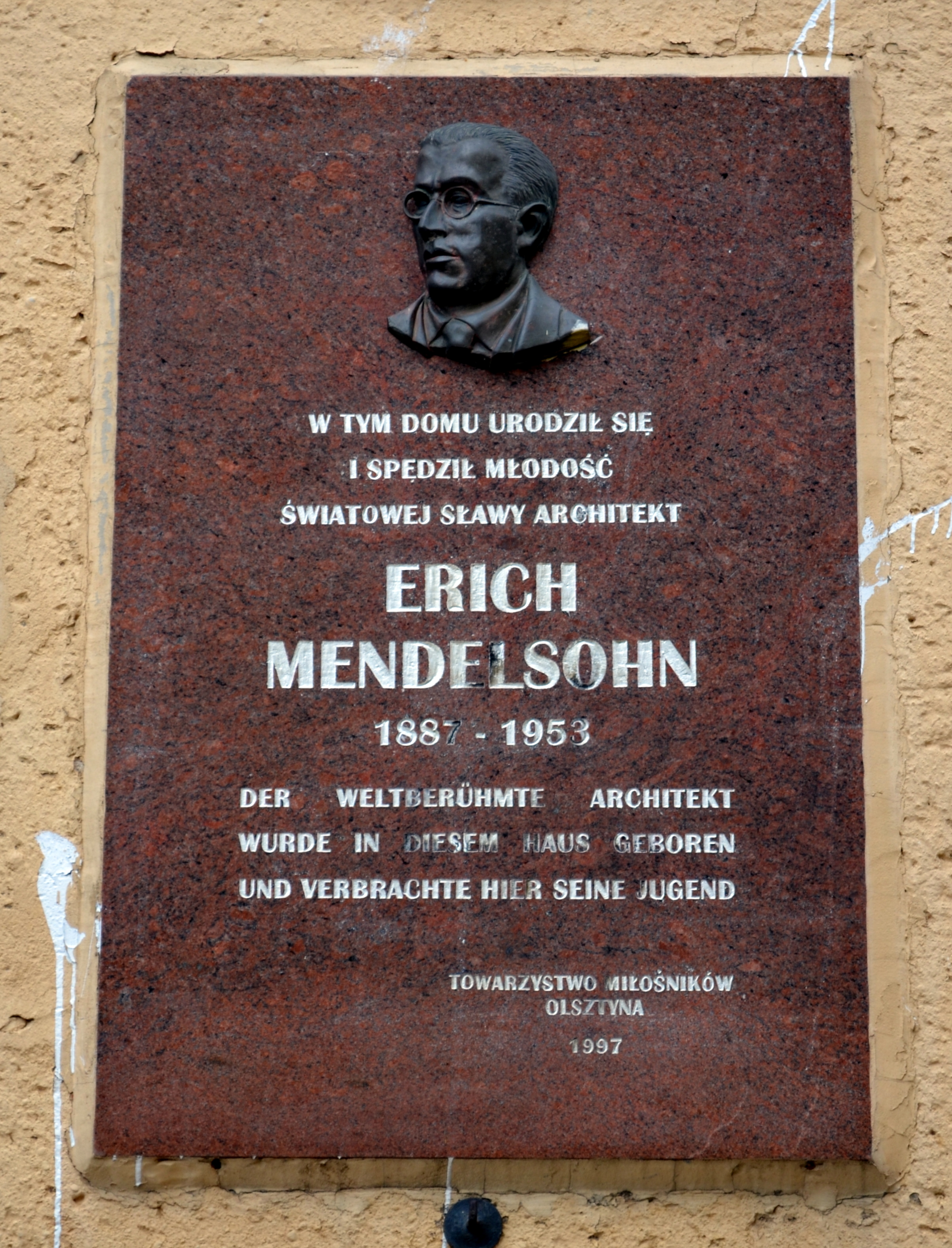
Gedenktafel für Erich Mendelsohn an dessen Geburtshaus (2011)
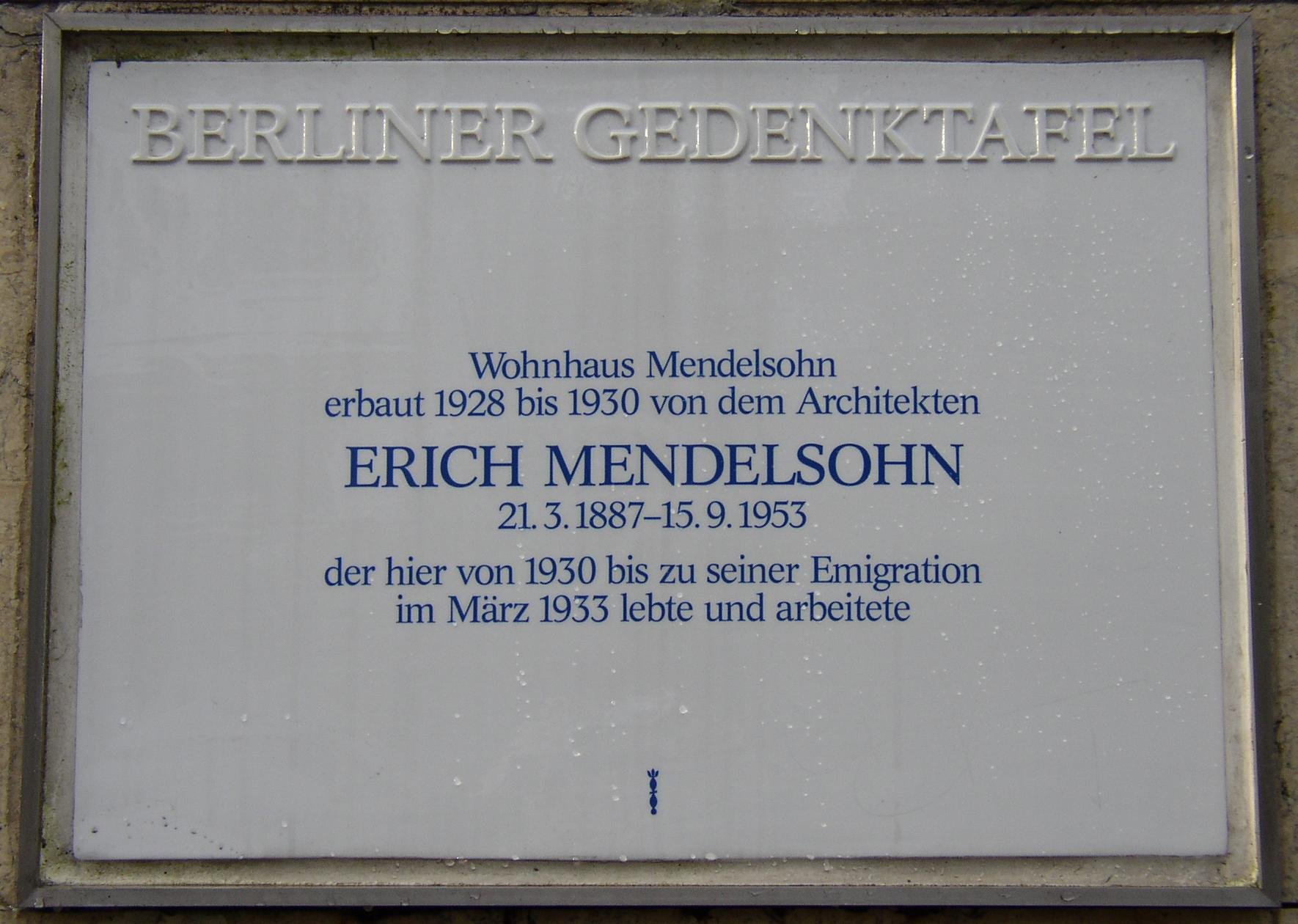
Berliner Gedenktafel in Berlin-Westend (Am Rupenhorn 6) (2008)
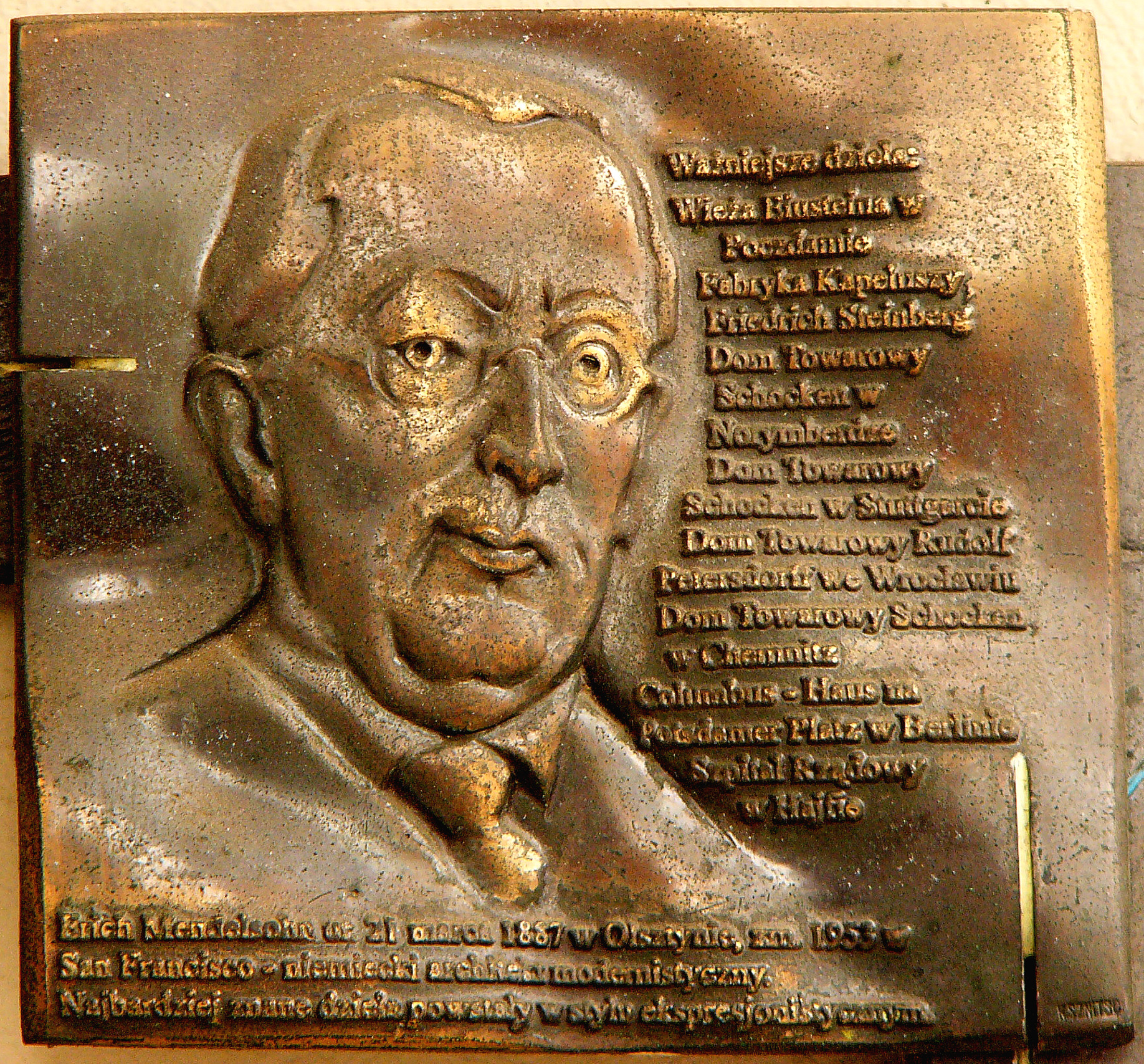
Gedenktafel am ehemaligen Seidenhaus Weichmann in Gleiwitz (2016)

## Erich-Mendelsohn-Stiftung
Am 6. September 2009 wurde in Berlin mit einem Architektursymposium die Erich-Mendelsohn-Stiftung gegründet, die sich der Erforschung von Leben und Werk des deutsch-jüdischen Architekten widmet. Gründer der Stiftung ist der Berliner Architekt Helge Pitz, der einige Gebäude Mendelsohns restauriert hat. Die Stiftung hat ihren Sitz im von Erich Mendelsohn entworfenen Landhaus Bejach in Berlin-Steinstücken.

## Realisierte Werke
- Haus der Reinigung (Bet Tahara) und Gärtnerhaus auf dem jüdischen Friedhof in der Seestraße, Allenstein (Ostpreußen) (heute ul. Zyndrama z Maszkowic, Olsztyn, Ermland-Masuren) (1911–1913)[7]
- Arbeitersiedlung des Luckenwalder Bauvereins, Luckenwalde (1919–1920)
- Gartenpavillon der Familie Gustav Herrmann, Luckenwalde (1920)
- Umbau des Verwaltungsgebäudes der Hausleben-Versicherung, Berlin (1920)
- Einsteinturm (Observatorium auf dem Telegraphenberg) in Potsdam, 1920–1922 (Gebäude), 1921–1924 (technische Einrichtungen). Das in seiner expressionistischen Form das Baumaterial Beton nahelegende Gebäude wurde zum großen Teil gemauert und dann verputzt. Mendelsohn führte dies auf Lieferprobleme zurück, es wird jedoch angenommen, dass Probleme beim Erstellen der Schalung der eigentliche Grund für die Materialwahl waren.
- Doppelvilla am Karolingerplatz, Berlin (1921–1922)[8][9]
- Hutfabrik Friedrich Steinberg, Herrmann & Co., Luckenwalde (1921–1923) mit strengen, kantigen Formen; erstmals zur Verwendung kamen gebogene Stahlträger (Stahlbetonrahmenbinder); der Dunstabzugs- und Belüftungsschacht der Färberei war hutförmig
- Umbau und Erweiterung des Verlagshauses Rudolf Mosse (Mossehaus), Berlin (1921–1923)
- Seidenhaus Weichmann, Gleiwitz, Schlesien (1922)
- Haus Dr. Sternefeld, Berlin-Westend (1923–1924)[10][11][12]
- Pelzhaus C. A. Herpich Söhne, Berlin (1924–1929)
- Kaufhaus Schocken, Nürnberg (1925–1926)
- Loge zu den drei Erzvätern, Tilsit (1925–1926)
- Planung des Umbaus der Textilfabrik „Rotes Banner“ in Leningrad (1925–1927), ausgeführt nach Mendelsohns Plänen nur der Kraftwerksbau (1926) in der Pionerskaja Ulica; konstruktivistische Industriearchitektur und eines der Hauptdenkmäler der Leningrader Avantgarde
- Erweiterung und Umbau von Kaufhaus Cohen & Epstein, Duisburg (1925–1927)
- Landhaus für Curt Bejach in Berlin-Steinstücken in der Bernhard-Beyer-Straße 12 (1926–1927), 1930 Drehort für den UFA-Klassiker Die Drei von der Tankstelle
- Kaufhaus Schocken, Stuttgart (1926–1928). Das im Zweiten Weltkrieg zwar beschädigte,[13] jedoch funktionsfähig wiederhergerichtete Kaufhaus, das zusammen mit dem gegenüberliegenden Tagblatt-Turm von Ernst Otto Oßwald (1924–1928) ein beeindruckendes Ensemble moderner Architektur bildete, wurde 1960 von der Stadt Stuttgart unter internationalem Protest zum Abriss freigegeben, zugunsten des heutigen Kaufhausbaus (Galeria Kaufhof, früher Merkur, danach Horten) von Egon Eiermann[14]
- Umbau des Hauses der deutschen Konfektion, „Deukonhaus“, Berlin, Markgrafenstraße (1927)[15]
- Ausstellungspavillon für das Verlagshaus Rudolf Mosse auf der „Pressa“ in Köln (1928)
- Kaufhaus Rudolf Petersdorff in Breslau (1927–1928)
- Wohn- und Geschäftskomplex (WOGA) am Berliner Kurfürstendamm 153–156; erbaut von 1927 bis 1931 im Stil der Neuen Sachlichkeit, darin das damals größte Kino von Berlin „Universum“, heute: Schaubühne am Lehniner Platz
- Jüdischer Friedhof in Königsberg, Ostpreußen (1927–1929), nach 1945 zerstört[16]
- Kaufhaus Schocken (heute: Staatliches Museum für Archäologie) in Chemnitz, 1927–1930, bekannt aufgrund der bogenförmigen Front mit horizontalen Fensterbändern
- Eigenes Wohnhaus, Am Rupenhorn, Berlin (1928–1930)
- Wohnhausreihe, Berlin, Cicerostraße (1928)[17]
- Haus des Deutschen Metallarbeiterverbandes (IG Metall) in Berlin-Kreuzberg (1928–1930)
- Columbushaus, Potsdamer Platz, Berlin (1931–1932), im Auftrag der Grundstückseigentümer Wertheim, 1957 abgerissen (nicht zu verwechseln mit dem Columbia-Haus in Berlin-Tempelhof)[18]
- Jüdisches Jugendzentrum, Essen (1930–1933)[19]
- Kaufhaus Doblouggården, Oslo, Norwegen (1932 nach Plänen von Mendelsohn durch Rudolf Emil Jacobsen errichtet)
- Kaufhaus Bachner, Mährisch Ostrau, 1932–1933[20]
- De La Warr Pavilion, Bexhill-on-Sea, Sussex (1934)[21]
- Haus Nimmo, Chalfont St. Giles, Buckinghamshire, England (1933–1935)
- Haus Cohen, Chelsea, London (1934–1936)
- Geschäftshaus Gilbey, London Borough of Camden, London (1935–1936)
- Villa Weizmann, Rechowot bei Tel Aviv (1935–1936)
- Villa und Bibliothek Salman Schocken, Jerusalem (1934–1936)
- Hebräische Universität Jerusalem (1934–1940)
- Hadassah Universitätskrankenhaus, Jerusalem (1934–1939)
- Anglo-Palestine-Bank (Bank Leumi), Jerusalem (1936–1939)
- Regierungskrankenhaus (1948 nach Rambam benannt), Haifa (1937–1938)
- Synagoge B’Nai Amoona, St. Louis (1946–1950), seit 1985/1986 nicht mehr als Synagoge, sondern als städtisches Kulturzentrum vom COCA (Center of Creative Arts) in St. Louis genutzt.
- Maimonides-Hospital, San Francisco (1946–1950)
- Park Synagogue, Cleveland, Ohio (1946–1953)
- Haus Russell, San Francisco (1947–1951)
- Emanu-El-Synagoge, Grand Rapids, Michigan (1948–1954)
- Mount-Zion-Synagoge, St. Paul (1950–1954)

Bauten von Erich Mendelsohn
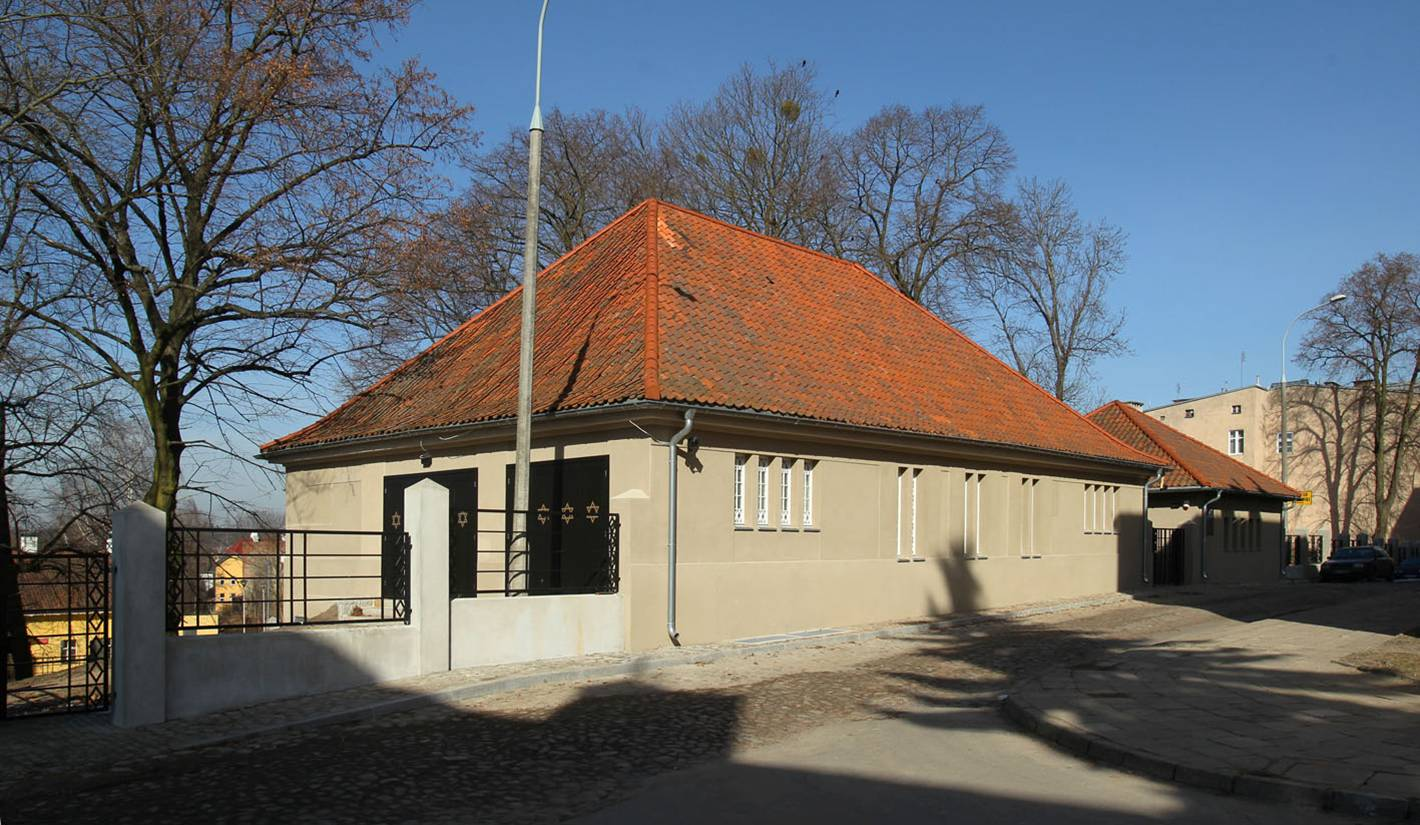
Taharahaus in Allenstein, erstes von Mendelsohn entworfenes Bauwerk (2013)
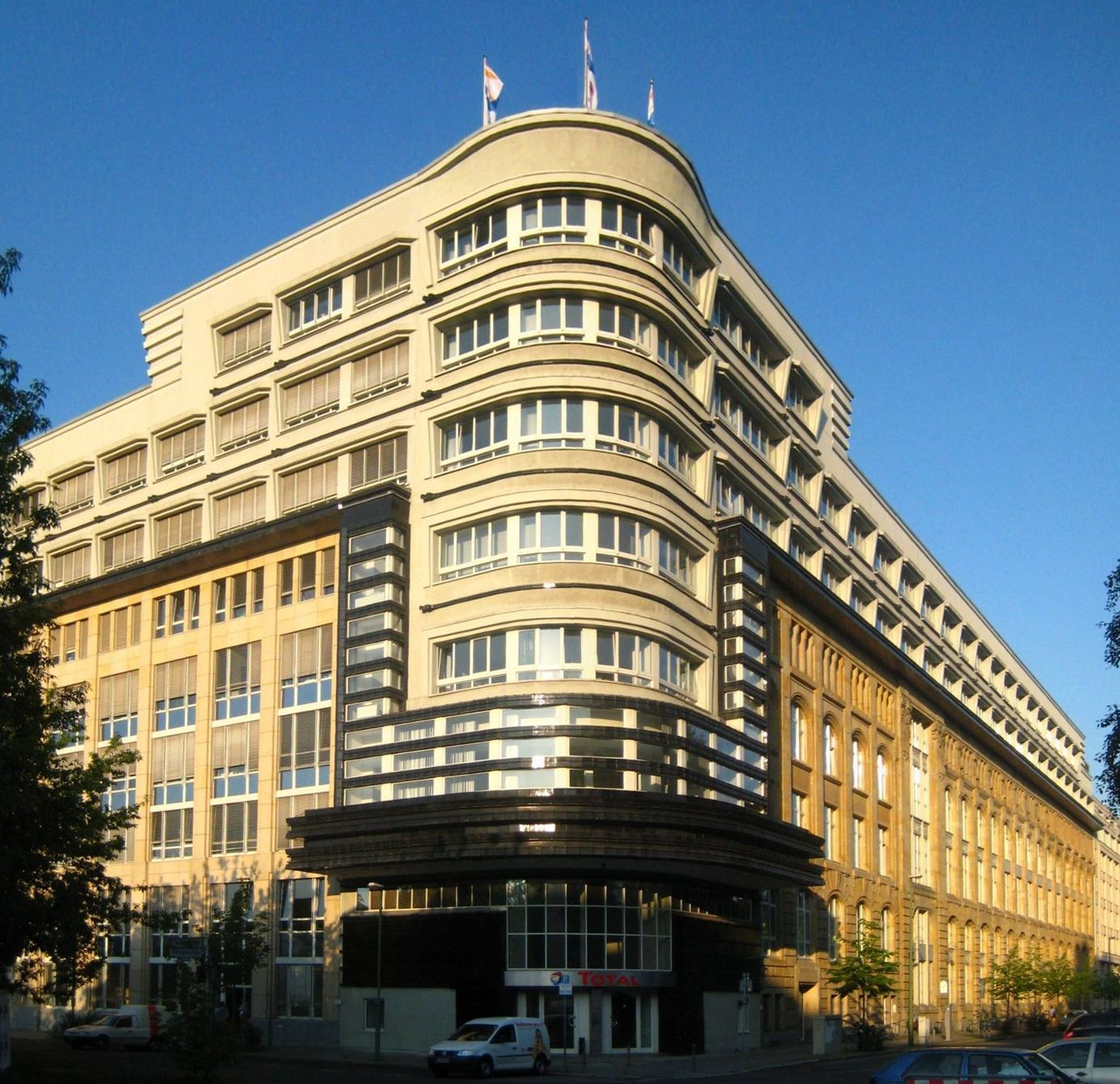
Mossehaus, Erweiterung des Verlagshauses Rudolf Mosse (2009)
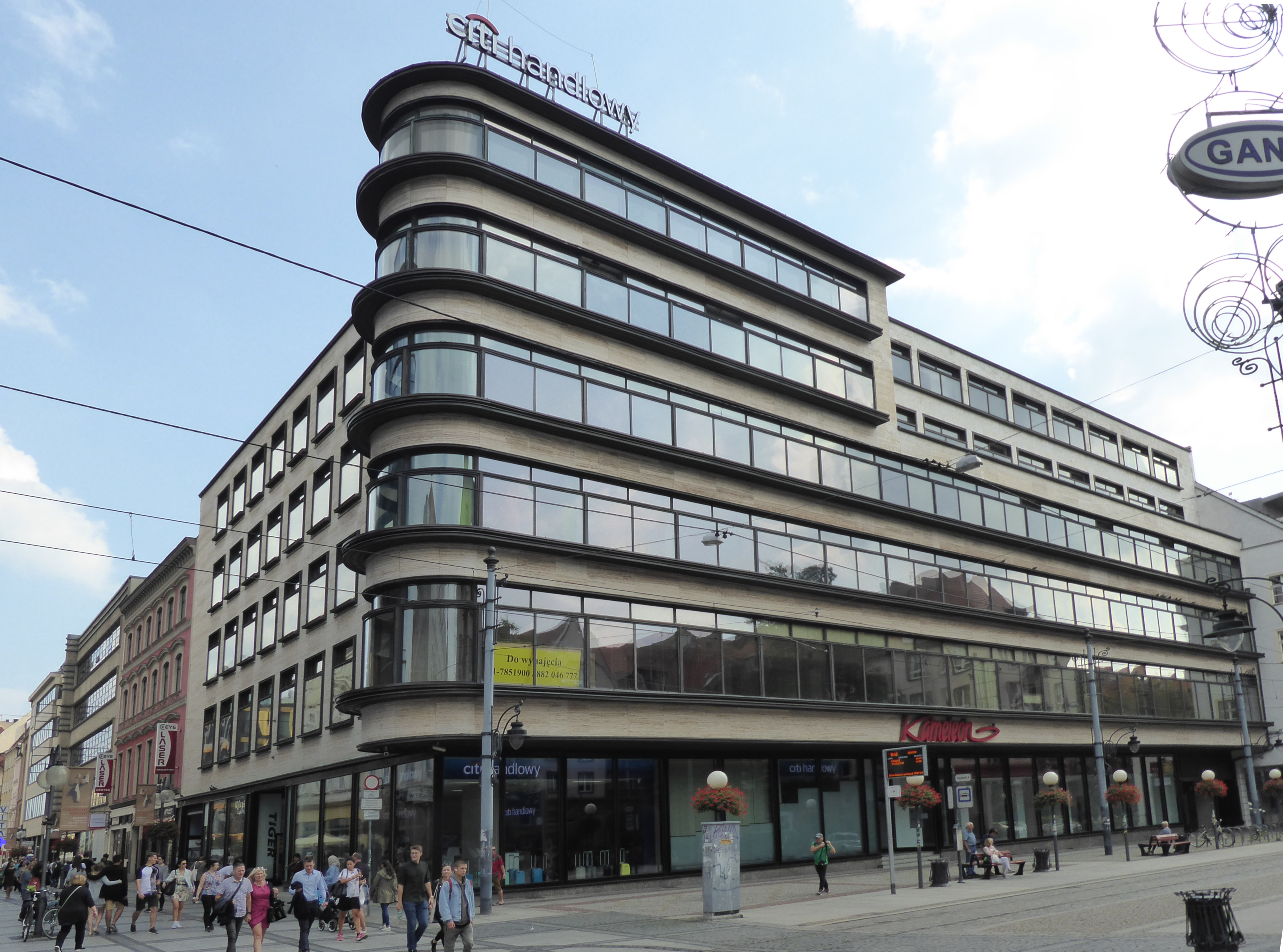
Kaufhaus Rudolf Petersdorff in Breslau (Wrocław) (2019)
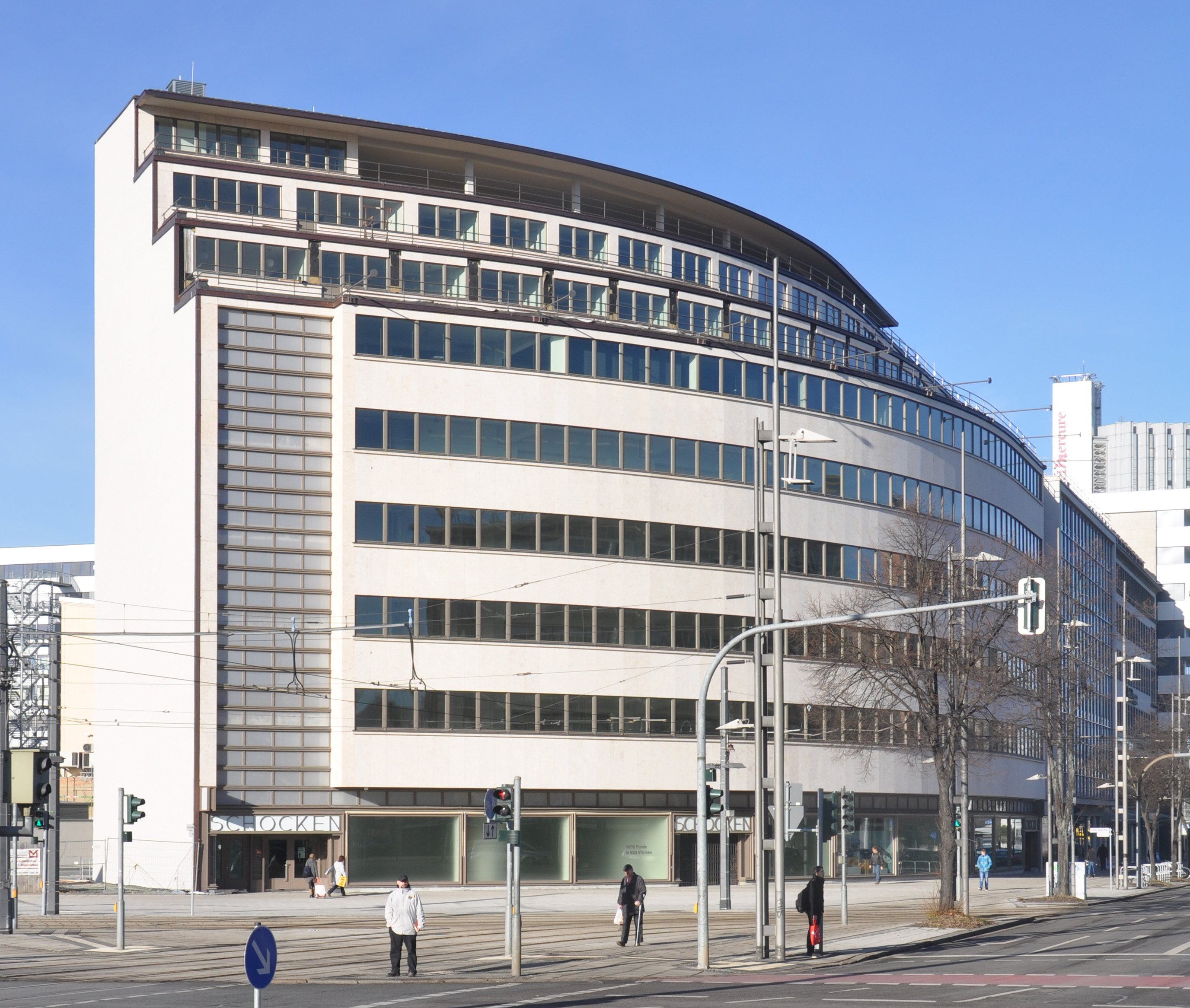
Ehemaliges Kaufhaus Schocken in Chemnitz, heute Staatliches Museum für Archäologie Chemnitz (2014)
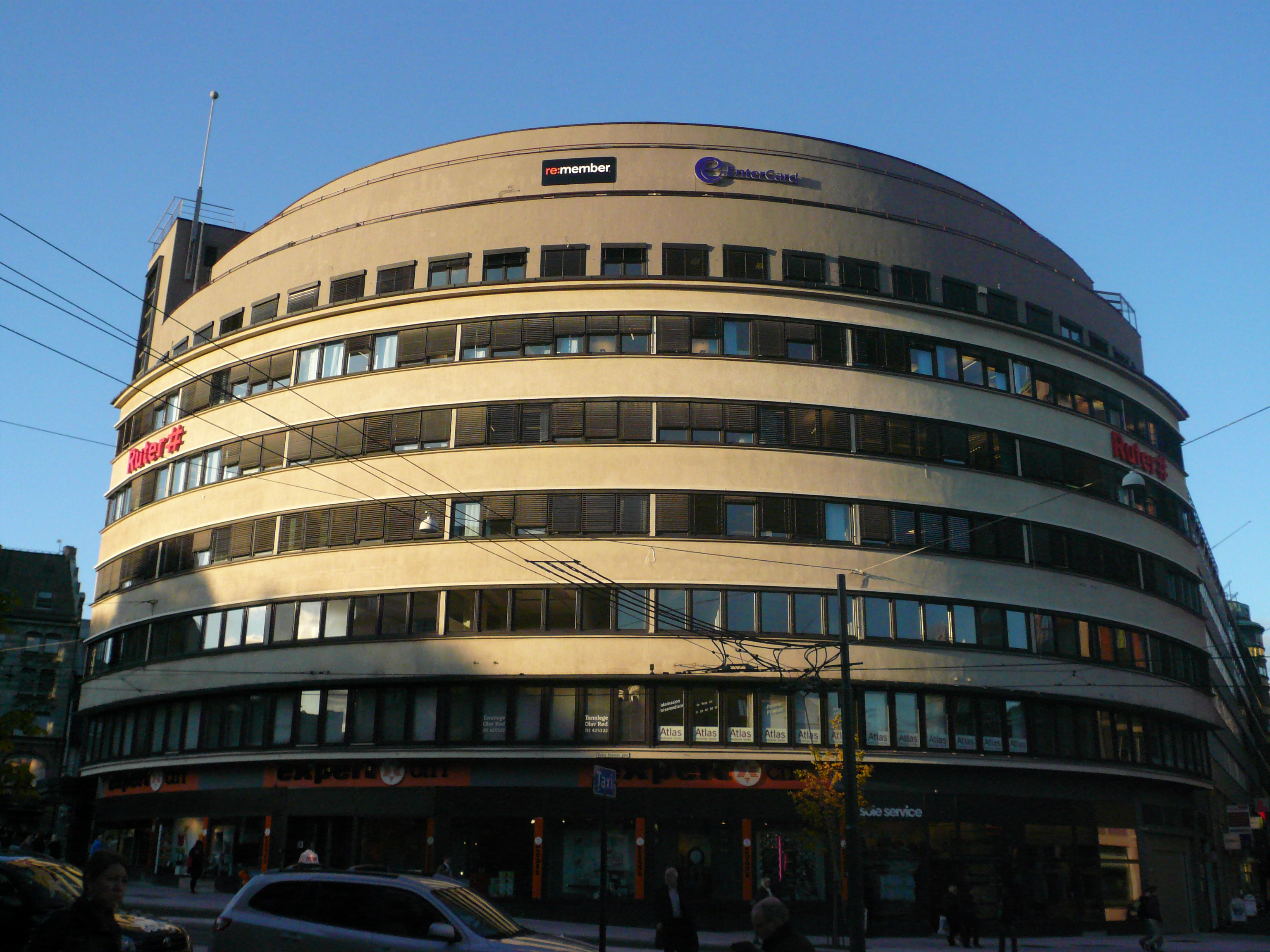
Kaufhaus Doblouggården in Dronningensgate 40, Oslo (2009)
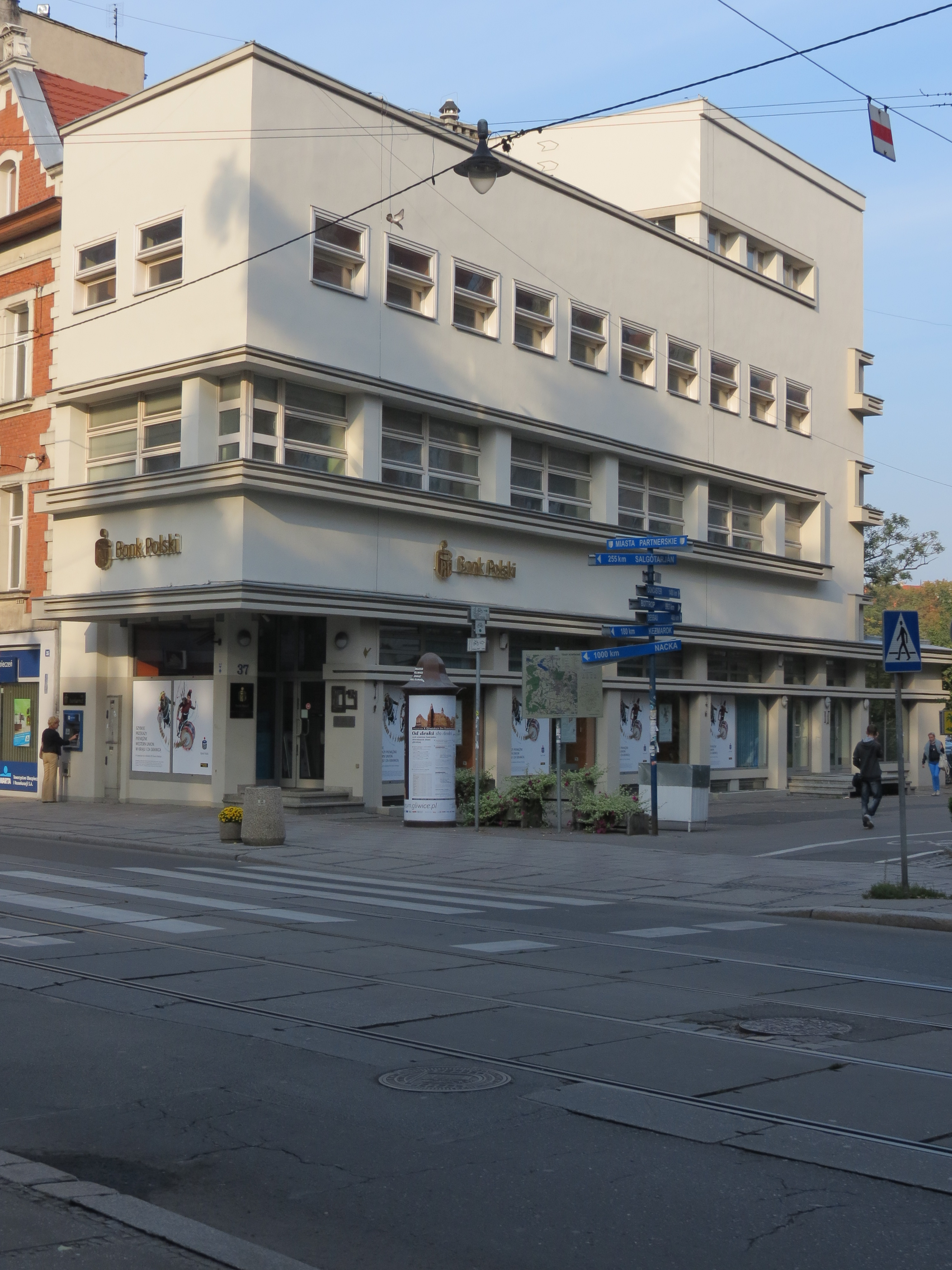
Seidenhaus Weichmann Gleiwitz (2012)
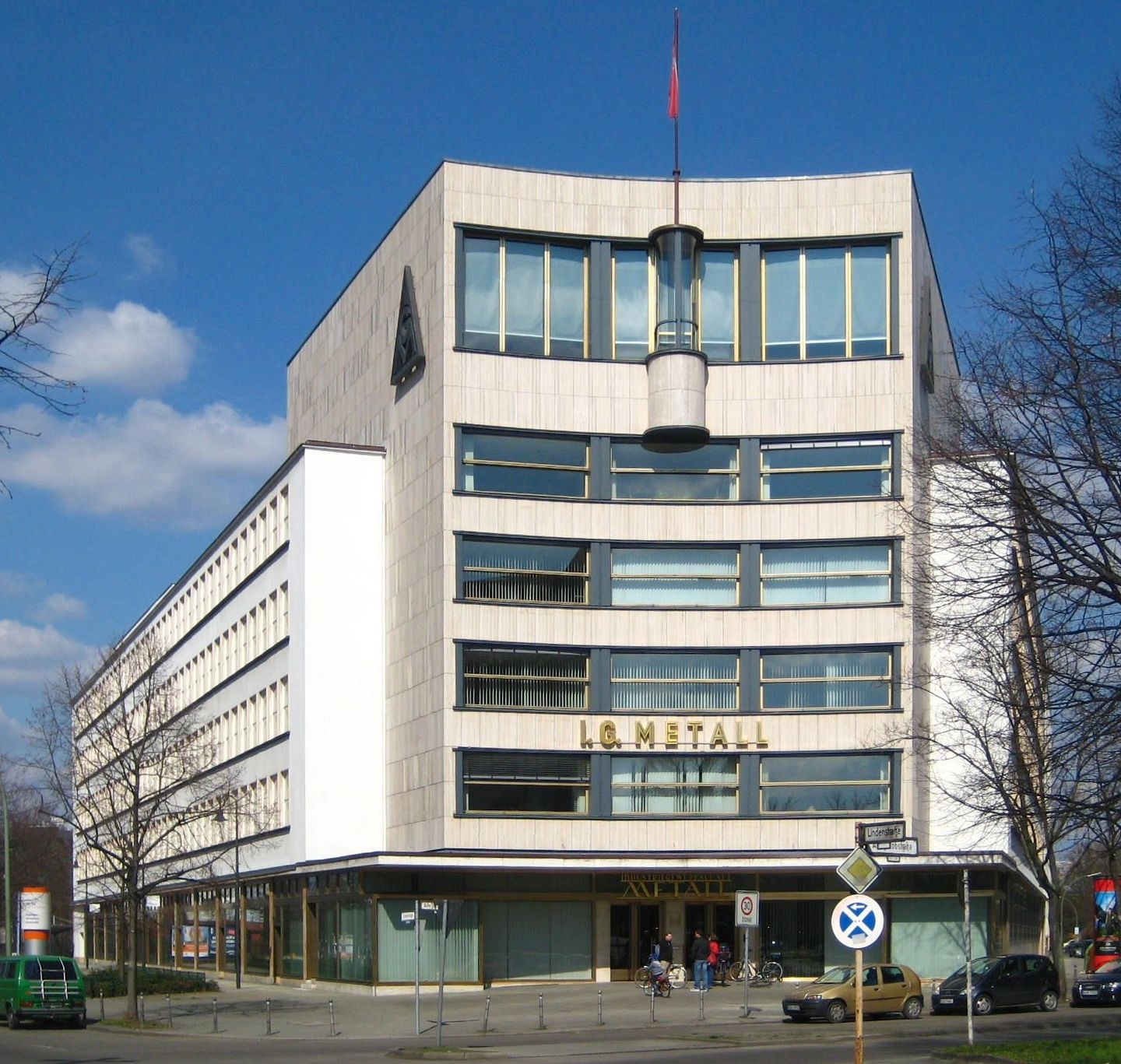
Haus des Deutschen Metallarbeiterverbandes, Berlin-Kreuzberg (2014)
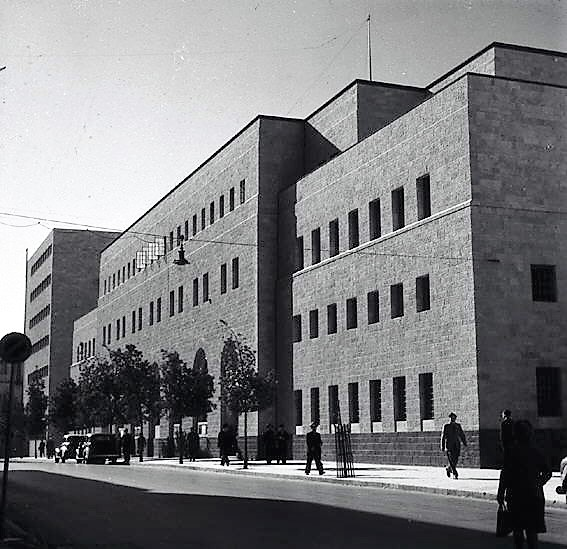
Anglo-Palestine-Bank (Bank Leumi), Jerusalem (1954)

## Schriften von Erich Mendelsohn

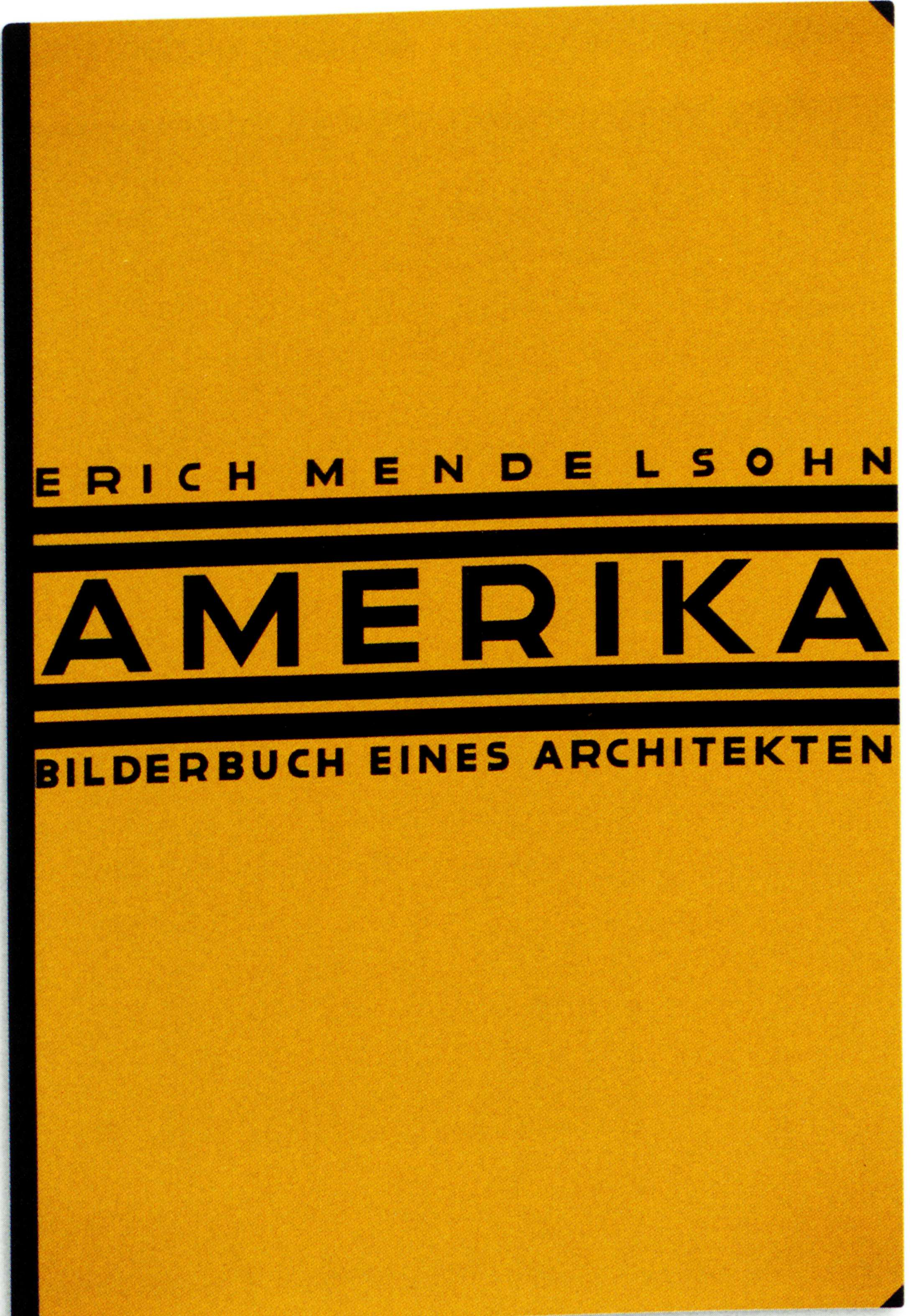
Amerika (1926)

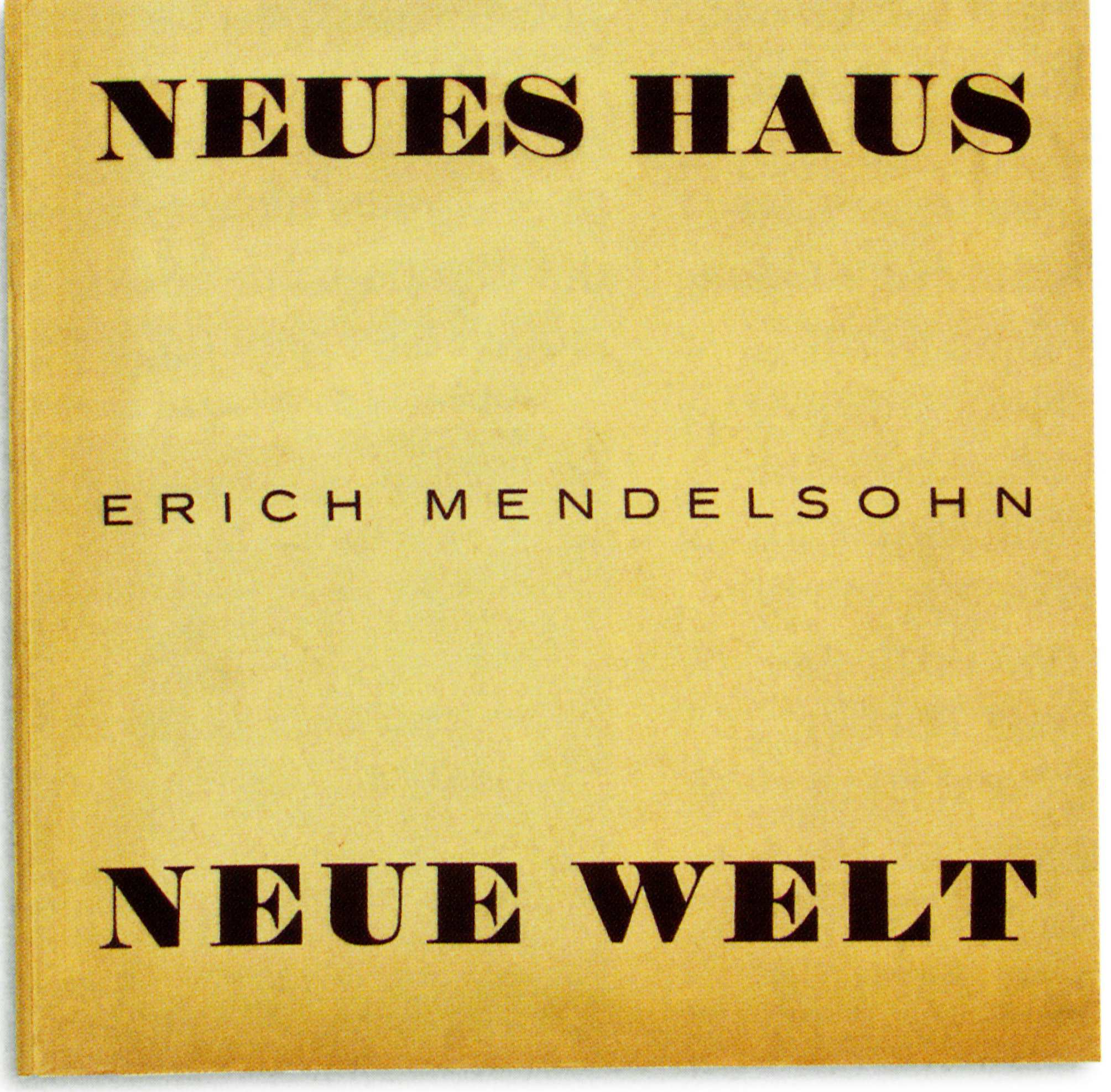
Neues Haus – Neue Welt (1932)

- Amerika. Bilderbuch eines Architekten. Mosse, Berlin 1926. Als Nachdruck: Vieweg, Braunschweig 1991, ISBN 3-528-08743-9.
- Russland – Europa – Amerika. Ein architektonischer Querschnitt. Rudolf Mosse Buchverlag, Berlin 1929. Als Nachdruck ergänzt um die englischen Texte aus dem Nachlass von Erich Mendelsohn: Birkhäuser, Basel / Berlin / Boston 1989, ISBN 3-7643-2279-9 (Basel …), ISBN 0-8176-2279-9 (Boston).
- Das Gesamtschaffen des Architekten. Skizzen, Entwürfe, Bauten. Rudolf Mosse Buchverlag, Berlin 1930. Als Nachdruck: Vieweg, Braunschweig und Wiesbaden 1988, ISBN 3-528-18731-X.
- Neues Haus – Neue Welt. (Mit Beiträgen von Amédée Ozenfant und Edwin Redslob), Rudolf Mosse Buchverlag, Berlin 1932. Als Nachdruck mit einem Nachwort von Bruno Zevi. Gebrüder Mann, Berlin 1997, ISBN 3-7861-1934-1.

## Filme
- Erich Mendelsohn. Visionen für die Ewigkeit. (OT: Mendelsohn’s Incessant Visions.) Dokumentarfilm, Israel, Polen, USA, Deutschland, 2011, 71 Min., Buch: Galia Engelmayer-Dror, Duki Dror, Regie: Duki Dror, Produktion: Zygote Films, deutscher Kinostart: 8. November 2012, Vorschau von Edition Salzgeber, 1:24 Min., Filmszenen und -daten in Filmportal.de, Besprechung:[22].

## Ausstellungen
- Dauerausstellung: 17 Modelle der prominentesten Bauten Mendelsohns im Staatlichen Museum für Archäologie Chemnitz.[23]
- Erich Mendelsohn. Dynamik und Funktion. Kunsthalle Tübingen, 29. Januar – 2. April 2000.[24]